# Paavo Kallio
Paavo Kallio, född 13 april 1914 i Åbo, död där 11 juni 1992, var en finländsk botaniker, långvarigt knuten till Åbo universitet.
Kallio påbörjade sina studier vid Åbo universitet 1935 men var tvungen att avbryta dem under andra världskriget då han tjänstgjorde som officer i Lappland och Karelen. Han utexaminerades 1944 och doktorerade 1951 på en avhandling om stjärnalger. Han tjänstgjorde vid samma lärosäte först som assistent och senare som biträdande professor, för att slutligen inneha professuren i botanik 1963–1977. År 1982 utnämndes han till hedersdoktor vid Kuopio universitet.
Han företog ett antal studieresor, däribland till Jakutien, Tjuktjien, Svalbard och Labradorhalvön.
Kallios forskningsintressen omfattade främst nordligaste Finlands flora, vilket ledde till att han 1956 grundade Lapplands forskningsstation i Kevo i Utsjoki kommun. Han var stationens chef fram till 1976 och styrelseordförande från pensioneringen 1977 till 1984. Under hans ledning utvecklades ett livligt samarbete med såväl skandinaviska som nordamerikanska forskningsinstitutioner. Han anlade han tre arboretum vid Kevo, med träd från olika delar av Holarktis. Förutom botaniken intresserade han sig även för de samiska folkens liv och verkade aktivt för grundandet av det samiska museet i Enare.
Auktorsnamnet Kallio kan användas för Paavo Kallio i samband med ett vetenskapligt namn inom botaniken; se Wikipediaartiklar som länkar till auktorsnamnet.